# Alexander Behnes

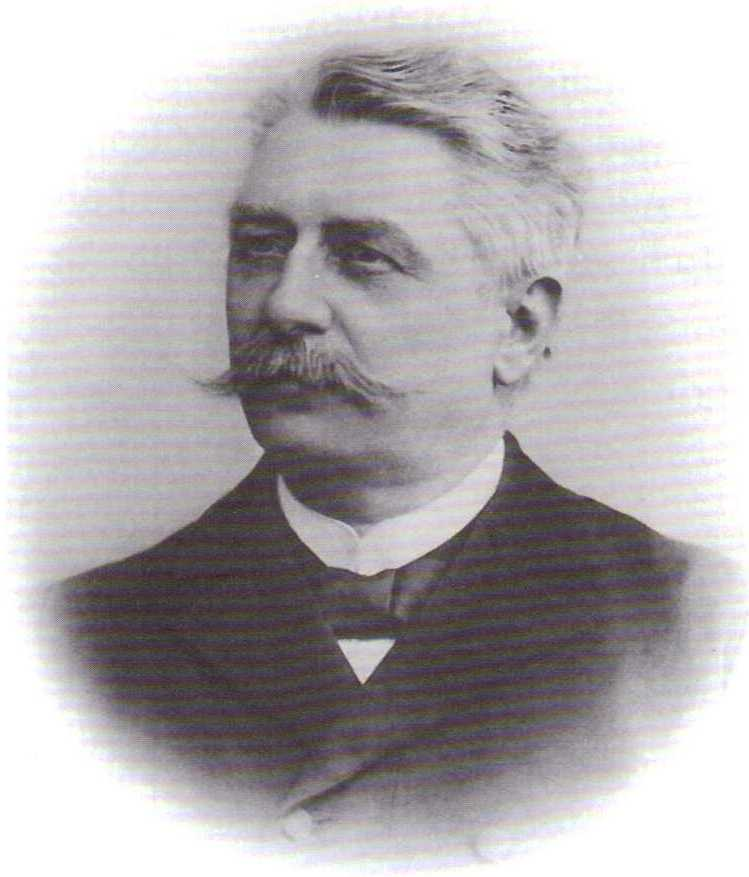
Alexander Behnes (um 1900)

Alexander Behnes (* 3. Januar 1843 in Papenburg; † 12. Oktober 1924 in Osnabrück) war ein deutscher Architekt des Historismus. Von 1870 bis 1910 war er Dom- und Diözesanbaumeister in Osnabrück.

## Familie
Behnes war ein Sohn von Hermann Anton Behnes (1801–1878), Amtsrichter in Papenburg und  Deputierter der Zweiten Kammer der hannoverschen Ständeversammlung für Arenberg-Meppen und die Niedergrafschaft Lingen. Er heiratete am 23. Mai 1871 in Greven Elisabeth Biederlack (* 17. November 1849 in Greven; † 7. Juli 1923 in Osnabrück).

## Leben
Behnes studierte von 1860 bis 1864 am Polytechnikum Hannover, wo er Schüler des führenden Architekten Conrad Wilhelm Hase war, danach ein Jahr bei Friedrich von Schmidt in Wien. Nach Tätigkeiten beim Bau von Bahnhofsgebäuden wurde er 27-jährig im Jahr 1870 Diözesanbaumeister des Bistums Osnabrück. Neben dem Neubau und der Restaurierung zahlreicher Kirchen leitete er die fast 30 Jahre dauernde Restaurierung und bauliche Umgestaltung des Osnabrücker Doms. Nach deren Vollendung 1910 trat er in den Ruhestand.

## Werke (Neubauten)

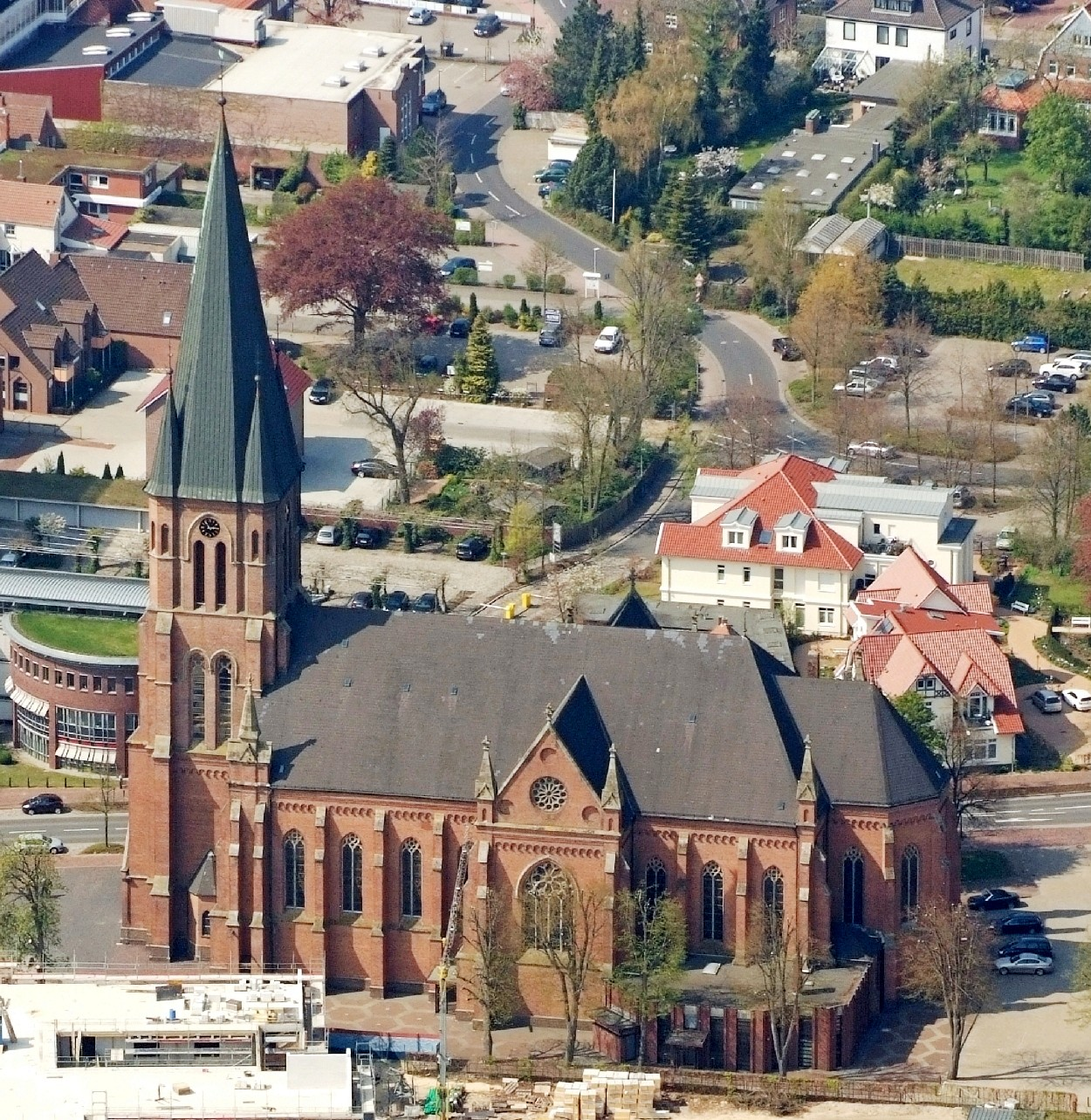
Katholische Pfarrkirche St. Antonius, Papenburg

- bis 1869: Sondermühlen (Melle), kath. Kirche St. Marien
- 1873–77: Papenburg, kath. Kirche St. Antonius
- 1875–1906: Osnabrück, katholische Höhere Töchterschule
- 1882: Osnabrück, Bischofspalais
- 1885–1887: Stadthagen,[3] kath. Kirche St. Joseph
- 1889–90: Osnabrück, Bürgerschule
- 1890–92: Osnabrück, Priesterseminar
- 1893–94: Vrees, kath. Kirche St. Nikolaus
- 1894–95: Bissendorf, kath. Kirche St. Dionysius
- 1895–97: Neuenkirchen, kath. Kirche St. Laurentius
- 1895–99: Freren, kath. Kirche St. Vitus
- 1896–1903: Salzbergen, kath. Kirche St. Cyriakus
- 1899–1902: Osnabrück, kath. Kirche Herz Jesu
- bis 1903: Haste, Angelaschule mit Kirche